# آرثر بلانك
آرثر بلانك (بالإنجليزية: Arthur Blank)‏ هو شخصية أعمال ورائد أعمال أمريكي، ولد في 27 سبتمبر 1942 في Sunnyside, Queens ‏ في الولايات المتحدة.

## وصلات خارجية
- آرثر بلانك على موقع إن إن دي بي (الإنجليزية)